# HRK Gorica
Pour les articles homonymes, voir HRK.
Maillots
Le HRK Gorica est un club de handball, situé à Velika Gorica en Croatie, évoluant en Premijer Liga.

## Historique
- ?: Fondation du HRK Gorica.
- 2011: Le club termine sixième de la Premijer Liga.
- 2012: Le club termine dixième de la Premijer Liga.
- 2013: Le club termine douzième de la Premijer Liga.
- 2014: Le club termine huitième de la Premijer Liga[1].